# روشمي تشاكرافارتي
روشمي تشاكرافارتي مواليد 9 أكتوبر 1977 في حيدر آباد، الهند، هي لاعبة كرة مضرب هندية بدأت مسيرتها كمحترفة سنة 2005 تلعب باليد اليمنى. أعلى تصنيف لها في الفردي كان المركز الـ 240 في سنة 2004. شاركت في دورة الألعاب الأولمبية الصيفية.

## الميداليات
| الميدالية | المسابقة                  |
| --------- | ------------------------- |
| ذهبية     | ألعاب أفرو-آسيوية 2003    |
| برونزية   | دورة ألعاب الكومنولث 2010 |

## روابط خارجية
- روشمي تشاكرافارتي على موقع رابطة محترفات التنس (الإنجليزية)
- روشمي تشاكرافارتي على موقع الاتحاد الدولي لكرة المضرب (الإنجليزية)
- روشمي تشاكرافارتي على موقع كأس بيلي جين كينغ (الإنجليزية)
- روشمي تشاكرافارتي على موقع خلاصة التنس.كوم (الإنجليزية)
- روشمي تشاكرافارتي على موقع إي إس بي إن.كوم (الإنجليزية)
- روشمي تشاكرافارتي على موقع أوليمبيديا (الإنجليزية)